# En busca del tesoro perdido
En busca del tesoro perdido (título original: Lost City Raiders) es un telefilme de ciencia ficción del año 2008 escrito y dirigido por Jean de Segonzac y protagonizado por James Brolin, Ian Somerhalder, Jamie King y Bettina Zimmerman.

## Argumento
El telefilme transcurre en el año 2048, cuando el calentamiento global ha provocado que buena parte de la superficie terrestre quede cubierta por el agua. En la ciudad del Nuevo Vaticano, el Cardinal Battaglia está convencido de que  el «cetro de Moisés», el bastón que dicho profeta utilizó para atravesar el Mar Rojo durante el Éxodo, puede revertir la inundación global.
Con esta idea en mente, el cardenal Battaglia contacta con John Kubiak (James Brolin) y sus hijos Jack (Ian Somerhalder) y Thomas (Jamie King), quienes, entregados a la tarea de buscar tesoros hundidos en el mar, saquean las ciudades sumergidas bajo el agua. El cardenal les propone a los tres integrantes de la familia Kubiak sumar sus esfuerzos a los del hermano Fontana y el padre Giacopetti, para lo cual deberán embarcarse en un submarino e iniciar la búsqueda del cetro que salvará la Tierra. Se opone a ellos Nicholas Filiminov (Ben Cross), un importante traficante de tierras que quiere el cetro para sus propios fines. Tras forzar la subida del nivel del agua con el objetivo de cubrir la superficie de la Tierra no inundada, los supervivientes se verán obligados a vivir en ciudades flotantes, y él podrá entonces comprar la superficie sumergida por una miseria antes de que vuelva a bajar el nivel del agua. Recluta a Giovanna Becker, exnovia de Jack, para que le ayude a encontrar el cetro. Mientras tanto, Cara, la camarera, se une al equipo de la familia Kubiak como mecánica de la nave y presta ayuda a Jack y Thomas, sobre todo después de que su padre fallezca intentando defenderse de los hombres de Filiminov.
A pesar del intento de intervención del ahora demente Padre Giacopetti, que considera el Alzamiento como un castigo de Dios por los pecados de la humanidad, los integrantes del nuevo Equipo Kubiak consiguen activar una antigua cámara que desencadena una explosión de gas. Este episodio provocará la ansiada bajada del nivel del agua.
La película termina con los integrantes del grupo cenando y contemplando su futuro mientras visitan las otras treinta y una cámaras que figuran en el mapa, ya que la activación de esa primera cámara tan solo ha conseguido que el  Mediterráneo descienda diez metros, pero sus efectos no han alcanzado al resto de la superficie terrestre.

## Reparto
- James Brolin como John Kubiak
- Ian Somerhalder como Jack Kubiak
- Bettina Zimmermann como Giovanna Becker
- Jamie King como Thomas Kubiak
- Élodie Frenck como Cara
- Michael Mendl como Cardinal Battaglia
- Jeremy Crutchley como Father Giacopetti
- Ben Cross como Nicholas Filiminov

## Producción
Lost City Raiders, que contó con un presupuesto de 6 millones de dólares, fue producida por el canal de televisión alemán ProSieben, la cadena de televisión estadounidense Sci fi Channel y la productora austriaca Tandem Communications.
La película fue anunciada por primera vez en marzo de 2006.Como parte de su exitosa estrategia de mercado, consistente en producir películas que se pudieran comercializar fácilmente a nivel global, Tandem Communications quiso un reparto internacional.La decisión fue acertada, pues a las pocas semanas de anunciar su producción, la película ya había sido vendida en Alemania, Francia y España.
La cinematografía principal tendría que haber comenzado en el verano de 2006, pero se retrasó hasta abril del 2008. El rodaje, por su parte, tuvo lugar en Sudáfrica.
Con una duración total de 90 minutos, Lost City Raiders se iba a emitir en dos partes.Aunque Sci Fi Channel confiaba en que esto justificase la creación de una serie, la película se estrenó finalmente en la televisión alemana el 31 de octubre de 2008.Debutó en Sci Fi Channel el 22 de noviembre del 2008.

## Recepción
En su reseña para New York Daily News, David Hinckley criticó los valores de producción, que juzgó como excepcionalmente bajos, así como la trama: «Lamentablemente, la acción resulta bastante predecible. No tan previsible como la actuación de Brolin, pero predecible en cualquier caso. Quizá sea ese el motivo por el cual los cineastas incluyen una subtrama romántica en la que el protagonista aparece no solo con una sino con dos mujeres vivaces y aventureras.» Linda Stasi, por su parte, la calificó de mala y cursi en el New York Post. El periódico Tampa Tribune afirmó que era una  «Waterworld sin presupuesto» y la describió como una «película horrorosa.»